# Sant Pau de Fontpedrosa
Sant Pau de Fontpedrosa és un oratori del poble nord-català de Fontpedrosa, a la comuna del mateix nom, de la comarca del Conflent.
Està situat a llevant del poble de Fontpedrosa, a mig camí de l'Estació de Fontpedrosa - Banys de Sant Tomàs, en el costat nord de la carretera general.1